# Richard Bolton Tinsley
Richard B. Tinsley (Liverpool, 14 november 1875 – Dumfries, 7 maart 1944) was een Britse zakenman en geheim agent in Rotterdam ten tijde van de Eerste Wereldoorlog. Hij werkte nauw samen met de Nederlandse autoriteiten en vooral met François van 't Sant, wiens carrière dankzij deze samenwerking een hoge vlucht nam.

## Voor WO1
De voormalige marineofficier kwam in 1909 naar Rotterdam als scheepsagent voor de Cunard Line. In 1910 werd hij directeur van de vestiging Rotterdam van de Uranium Steamship Company, een in goedkope trans-Atlantische tochten gespecialiseerde rederij. Op 23 februari 1911 kwam hij uitgebreid in het nieuws, toen hij het middelpunt werd van een affaire die bekendstaat als het ‘Incident op de Nieuwe Waterweg’. Ondanks een nadrukkelijk verbod van de Rotterdamse Rivierpolitie had hij geprobeerd vijftig Russisch-Joodse immigranten vanaf een van zijn schepen, de ss Volturno, illegaal aan land te zetten. Tinsley werd als gevolg van het incident bij Koninklijk Besluit tot ongewenst vreemdeling verklaard op grond van art. 12 van de Vreemdelingenwet. Daarmee was hij sinds de invoering van de Vreemdelingenwet in 1849 de eerste buitenlander die Nederland als ongewenst vreemdeling werd uitgezet. Na Britse diplomatieke druk op Nederland en een door Tinsley geschreven excuusbrief aan koningin Wilhelmina, mocht hij eind april weer terugkeren.

## 1914-1918
Toen de Eerste Wereldoorlog uitbrak en de schepen van de Uranium Steamship Company voor troepentransport werden geconfisqueerd door de Britse overheid, werd Tinsley geworven als geheim agent door het Secret Service Bureau of MI6. Zijn codenaam werd 'T'. Vanuit het kantoor van de Uranium aan de Boompjes zette hij spionagenetwerken op in Duitsland en bezet België. Ondanks dat Nederland neutraal was in de Eerste Wereldoorlog, besloten de Nederlandse geheime dienst GS III en de Rotterdamse politie hem met rust te laten. Voorwaarde was dat hij de Rotterdamse politieman François van 't Sant zou voorzien van inlichtingen over de Duitsers. De samenwerking was zo succesvol dat Van 't Sant in 1916 van inspecteur 3e klas tot hoofdcommissaris van Utrecht werd bevorderd. In mei 1916 werd Tinsley in een artikel door De Telegraaf ontmaskerd als een Britse spion. Aangezien De Telegraaf in de Eerste Wereldoorlog zeer anti-Duits was, werd vermoed dat dit gebeurde op verzoek van een concurrerende Britse militaire inlichtingendienst. Het had verder geen gevolgen voor zijn positie, die in Rotterdam algemeen bekend was. Tinsley was zo succesvol dat MI6 Rotterdam de belangrijkste buitenlandse vestiging was van de Britse geheime diensten tijdens de Eerste Wereldoorlog.

## Na WO1
Tinsley bleef tot 1923 chef van het filiaal van MI6 in Rotterdam tot dat werd wegbezuinigd. Tot 1928 werkte hij als scheepsagent voor de Royal Mail in Rotterdam. Daarna keerde hij terug naar Groot-Brittannië. In 1944 stierf hij in Dumfries, Schotland tijdens een zakenreis. François van 't Sant zou later in een interview met historicus Lou de Jong toegeven dat Tinsley niet alleen inlichtingen over Duitsland had verschaft, maar ook geld aan GS III had gegeven.